# Лангле, Оноре
Оноре Франсуа Мари Лангле (фр. Honoré François Marie Langlé; 1741—1807) — французский композитор, музыкальный педагог и теоретик музыки.

## Биография
Оноре Лангле родился в 1741 году в Монако. Учился музыке у Паскуале Кафаро в Консерватории Неаполя.
Служил сперва капельмейстером в Генуе, откуда в 1768 отправился в Париж, где в 1784 получил место учителя пения при «École royale de chant et de déclamation» (до закрытия этой школы в 1791).
При учреждении Парижской Высшей национальной консерватории музыки и танца Лангле занял должности библиотекаря и профессора гармонии, но при сокращении штатов в 1802 году сохранил только первую из них.
Наиболее ценны его теоретические труды: «Traité d’harmonie et de modulation» (1797); «Traité de la basse sous le chant» (1797); «Nouvelle méthode pour chiffrer les accords» (1801); «Traité de la fugue» (1805).
Среди его учеников были, в частности, Николя Далейрак и Шарль-Анри Плантад.
Оноре Франсуа Мари Лангле умер 20 сентября 1807 в городке Вилье-ле-Бель близ Парижа.